# چام‌لی‌بل (پوزانتی)
چام‌لی‌بل (به ترکی استانبولی: Çamlıbel) یک منطقهٔ مسکونی در ترکیه است که در پوزانتی واقع شده‌است.